# Белл (округ, Техас)
Шаблон:StateAbbr_ 31°02′ пн. ш. 97°29′ зх. д. / 31.04° пн. ш. 97.48° зх. д.
О́круг Белл (англ. Bell County) — округ (графство) у штаті Техас, США. Ідентифікатор округу 48027.

## Історія
Округ утворений 1850 року.

## Демографія
За даними перепису 2000 року загальне населення округу становило 237974 осіб, зокрема міського населення було 194228, а сільського — 43746. Серед мешканців округу чоловіків було 119467, а жінок — 118507. В окрузі було 85507 домогосподарств, 61971 родин, які мешкали в 92782 будинках. Середній розмір родини становив 3,14.
Віковий розподіл населення поданий у таблиці:
| Стать    | До 15 років | 15-21 | 22-29 | 30-39 | 40-49 | 50-65 | 65-85 | Понад 85 |
| -------- | ----------- | ----- | ----- | ----- | ----- | ----- | ----- | -------- |
| Чоловіки | 30019       | 14626 | 19289 | 18934 | 14966 | 12913 | 7991  | 729      |
| Жінки    | 28542       | 13512 | 16605 | 18326 | 15434 | 13943 | 10297 | 1848     |

## Суміжні округи
- Макленнан — північ
- Фоллз — північний схід
- Майлем — південний схід
- Вільямсон — південь
- Бернет — південний захід
- Лемпасас — захід
- Кор'єлл — північний захід

## Виноски
1. ↑  U.S. Decennial Census. United States Census Bureau. Архів оригіналу за 26 квітня 2015. Процитовано 19 квітня 2015.
2. ↑  Texas Almanac: Population History of Counties from 1850–2010 (PDF). Texas Almanac. Архів оригіналу (PDF) за 26 лютого 2015. Процитовано 19 квітня 2015.
3. ↑  State & County QuickFacts. United States Census Bureau. Архів оригіналу за 7 липня 2011. Процитовано 8 грудня 2013. [Архівовано 2011-07-17 у Wayback Machine.](англ.) Наведено за англійською вікіпедією.
4. ↑  American FactFinder. Бюро перепису населення США. Архів оригіналу за 26 лютого 2012. Процитовано 31 січня 2008. [Архівовано 2008-05-21 у Wayback Machine.]

| США | Це незавершена стаття з географії США. Ви можете допомогти проєкту, виправивши або дописавши її. |